# Удача дурня (фільм, 1924)
Удача дурня (англ. The Luck o' the Foolish) — американська короткометражна кінокомедія Гаррі Едвардса 1924 року.

## Сюжет
Гаррі і Марсі знаходяться на поїзді відправилися на нову роботу. Там відбувається комедія — під час ранкового гоління Гаррі, злодій краде його гроші, які необхідні для його нової роботи, так що він повинен повернутися до своєї роботи і Марсі до роботи швачкою. Одного вечора, вона робить сукню на вечірку для господині, щоб залишитися на роботі. Злодії, бомби, гаманець, басейн, і непорозуміння фігурує в удачі нашої дурної, але чарівної пари.

## У ролях
- Гаррі Ленгдон — Гаррі
- Марселін Дей — Марсі
- Френк Дж. Коулмен — Деррік Уеллс
- Мадлен Гарлок — Аделіна МакКласкі
- Елі Стентон — Ден Мак-Гру
- Луїз Карвер — пасажир поїзда
- Барней Хеллум — пасажир поїзда
- Йорк Шервуд — пасажир поїзда
- Лео Салкі — пасажир поїзда
- Тайні Уорд — пасажир поїзда